# Sint-Jan-de-Doperkerk (Krinkelt)

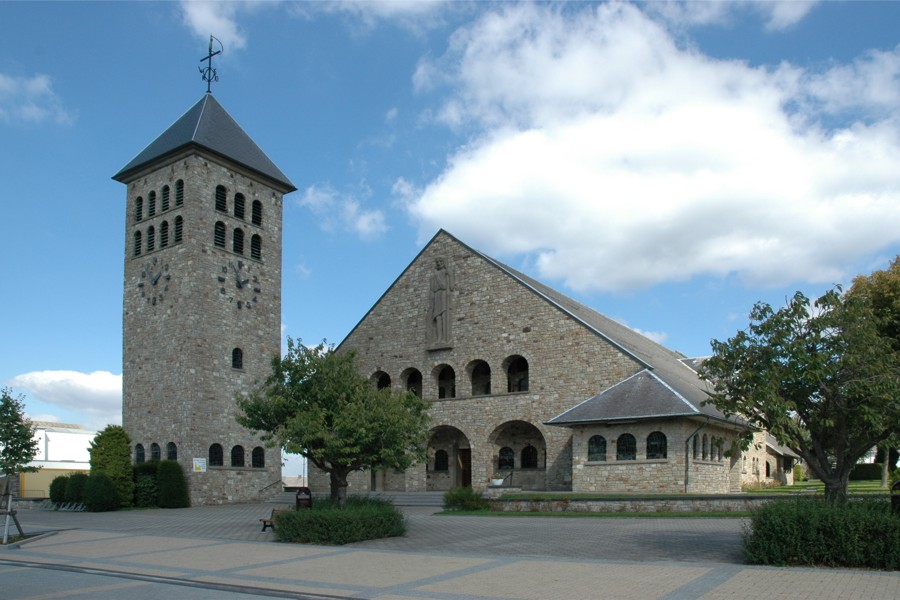
Sint-Jan-de-Doperkerk

De Sint-Jan-de-Doperkerk (Duits: Kirche Sankt Johannes der Täufer) is de parochiekerk van het tot de Luikse gemeente Büllingen behorende dubbeldorp Krinkelt-Rocherath, gelegen aan de Büllinger Straße te Krinkelt.

## Geschiedenis
Vanaf de 9e eeuw behoorde Krinkelt tot de parochie van Büllingen. In 1704 werd een kapel gebouwd die als hulpkerk fungeerde en in 1803 tot parochiekerk werd verheven. In 1907 werd deze kerk door een nieuw kerkgebouw vervangen dat echter in de winter van 1944-'45 in het centrum van het front kwam te liggen en aldus verwoest werd.
In 1953-1954 werd een nieuwe kerk gebouwd naar ontwerp van G. Marchot en R. Busch. Dit bouwwerk is in neoromaanse stijl en heeft een losstaande zware toren op een vierkante plattegrond. Binnen in de kerk is een schildering van de apsis door Frans Griesenbrock. De glas-in-loodramen zijn van André Blank.
De kerk is de hoogst gelegen kerk van België, hij ligt op 645 meter hoogte.